# Lars-Gunnar Andersson

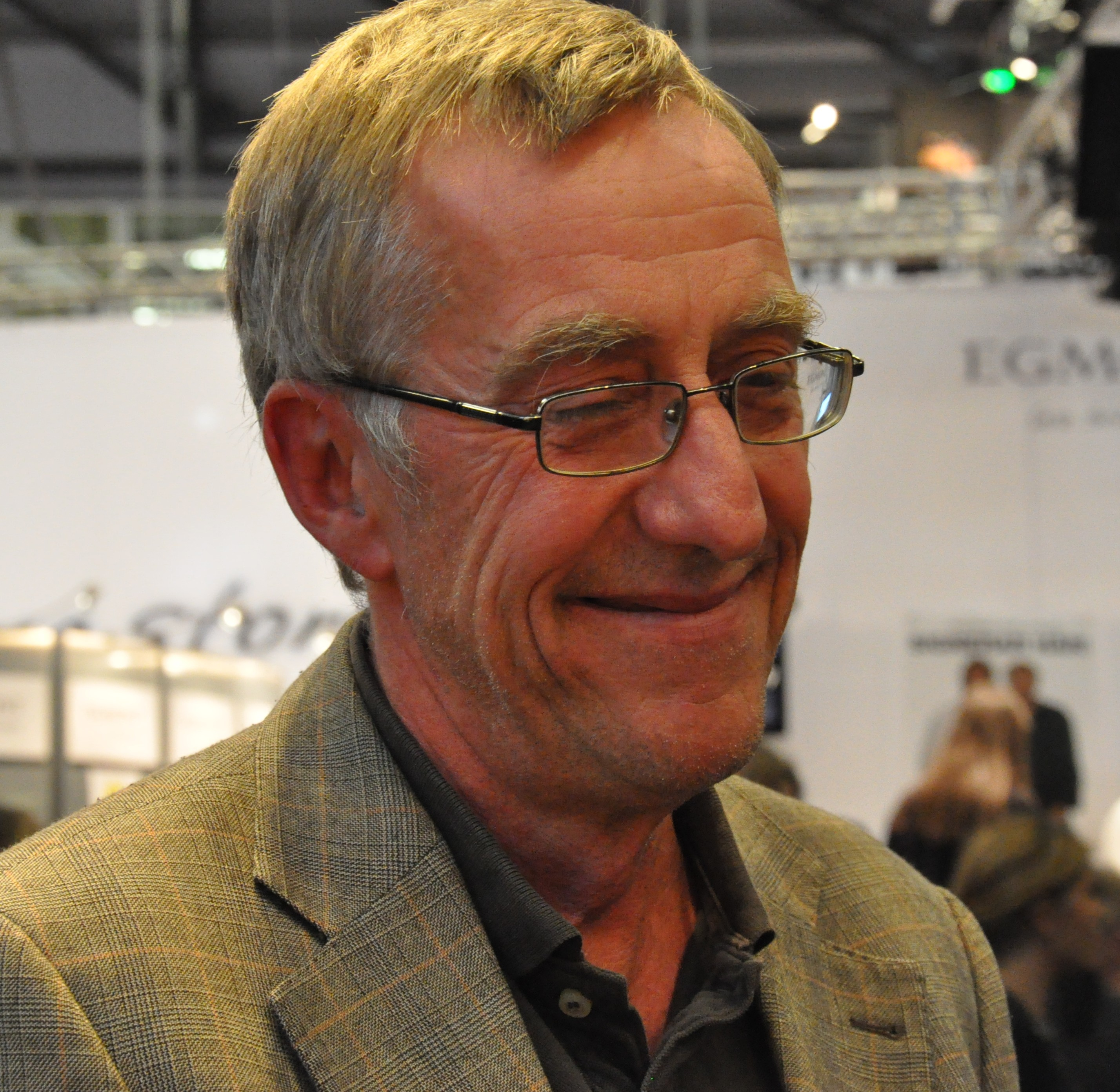
Lars-Gunnar Andersson på bokmässan i Göteborg 2011

Lars-Gunnar Andersson, född 9 augusti 1949 i Annedals församling, Göteborg, är en svensk språkvetare. 
Andersson är professor emeritus i modern svenska vid Göteborgs universitet och medverkade fram till januari 2014 i radioprogrammet Språket i Sveriges Radio P1.

## Biografi
Lars-Gunnar Andersson är född och uppvuxen i Göteborg, där han tog studenten 1968. Universitetsstudierna omfattade nordiska språk, litteraturhistoria, teoretisk filosofi, vetenskapsteori och allmän språkvetenskap. Han disputerade 1975 i allmän språkvetenskap på avhandlingen Form and function of subordinate clauses . 
Han blev docent i allmän språkvetenskap 1980 och professor i modern svenska vid Göteborgs universitet 1993. Han invaldes 1999 som ledamot av Kungl. Vetenskaps- och Vitterhetssamhället i Göteborg.
Han har arbetat inom flera språkvetenskapliga fält till exempel syntax, semantik, sociolingvistik och afrikanska språk. Inom det sociolingvistiska området har han främst sysslat med göteborgsdialekten och attityder till språk. 
Andersson har arbetat med populärvetenskapliga radioprogram under många år. I mitten på 1980-talet hade han och Bo Ralph under ett par år ett program om göteborgska i lokalradion. Mellan 1997 och 2014 var han ämnesexpert i radioprogrammet Språket i P1, där han i första hand svarade på språkfrågor från allmänheten. Han har även sedan 1995 haft en språkspalt i Göteborgs-Posten.